# Saint-Cloud Paris Stade Français 2021-2022
Questa voce raccoglie le informazioni riguardanti il Saint-Cloud Paris Stade Français nelle competizioni ufficiali della stagione 2021-2022.

## Organigramma societario
Area direttiva
- Presidente: Claude Orphelin

Area tecnica
- Allenatore: Olivier Lardier (fino a marzo 2022)[1], Fabien Lagarde (da marzo 2022)
- Allenatore in seconda: Lara Borčić
- Scout man: Grégoire Besse

## Rosa
| N° | Nome                    | Ruolo | Data di nascita   | Nazionalità sportiva |
| -- | ----------------------- | ----- | ----------------- | -------------------- |
| 1  | Elina Rodríguez         | S     | 11 febbraio 1997  | Argentina            |
| 2  | María José Corral       | P     | 1º gennaio 1991   | Spagna               |
| 3  | Julie Oliveira          | O     | 1º aprile 1995    | Francia              |
| 4  | Kirsten Knip            | L     | 14 settembre 1992 | Paesi Bassi          |
| 5  | Odette Ndoye            | S     | 25 agosto 1992    | Francia              |
| 6  | Monika Šalkuté          | S     | 2 maggio 1993     | Lituania             |
| 7  | Lucile N'Diaye          | L     | 24 giugno 2003    | Francia              |
| 8  | Brianna Kadiku          | C     | 14 aprile 1998    | Stati Uniti          |
| 9  | Jade Cholet             | S     | 1º luglio 2000    | Francia              |
| 11 | Julieta Lazcano         | C     | 25 luglio 1989    | Argentina            |
| 13 | Lilou Caillard          | P     | 18 novembre 2002  | Francia              |
| 14 | Victoria Mayer          | P     | 19 giugno 2001    | Argentina            |
| 15 | Noémie Secrétant        | O     | 5 marzo 2003      | Francia              |
| 17 | Candelaria Herrera      | C     | 28 gennaio 1999   | Argentina            |
| 18 | Elena Hourdin-Solovieff | S     | 3 maggio 2003     | Francia              |
| -  | Graciella Moukila Pelé  | L     | 26 giugno 2001    | Francia              |